# Mushafen

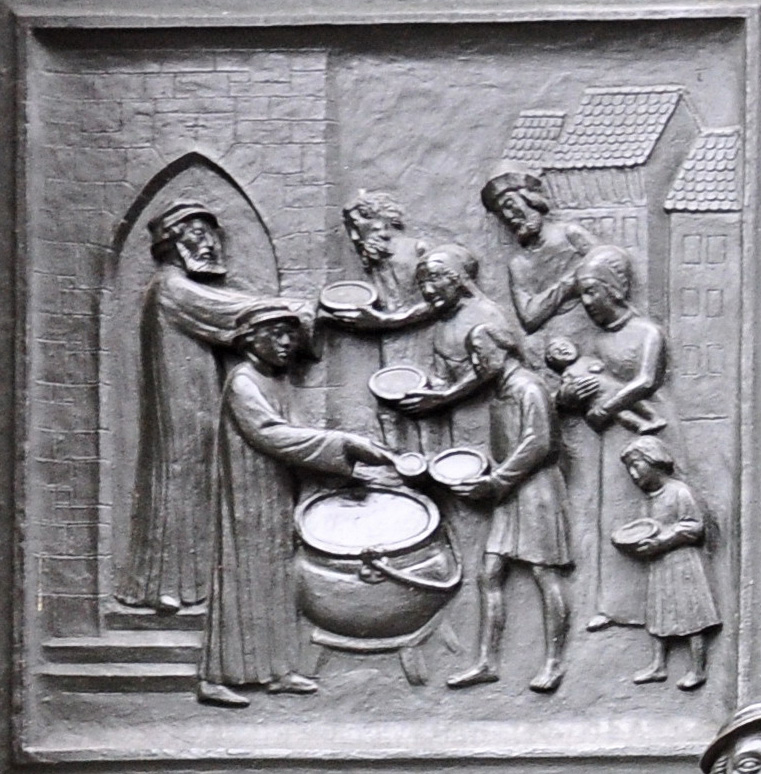
Der Mushafen. Detail aus dem Zwingliportal des Grossmünsters in Zürich

Ein Mushafen ist wörtlich ein «Breitopf» und bezeichnet in Bern und Zürich je eine nachreformatorische Almosenstiftung.
Die Räte der Städte Bern und Zürich stifteten während der Reformation aufgrund der Almosenordnung von Huldrych Zwingli von 1525 jeweils in den aufgehobenen Dominikanerklöstern den Mushafen. Dies waren wohltätige Stiftungen, welche die Speisung von Armen, bedürftigen Studenten und Schülern mit Mus, Brot und teilweise Fleisch finanzierten.
Zwinglis Almosenordnung nahm die Speisung der Armen von der Kirche und übertrug sie der Obrigkeit.